# Hall of Fame Open 2023
Hall of Fame Open 2023, oficiálně  Infosys Hall of Fame Open 2023, byl tenisový turnaj na mužském profesionálním okruhu ATP Tour, hraný v Casinu Newport, sídle Mezinárodní tenisové síně slávy. Čtyřicátý sedmý ročník Hall of Fame Open probíhal mezi 17. až 23. červencem 2023 v rhodeislandském Newportu na otevřených travnatých dvorcích. 
Turnaj dotovaný 718 245 dolary patřil do kategorie ATP Tour 250. Nejvýše nasazeným singlistou se stal patnáctý tenista světa Tommy Paul ze Spojených států amerických, kterého ve čtvrtfinále vyřadil krajan John Isner. Jako poslední přímý účastník do hlavní singlové soutěže nastoupil 129. hráč žebříčku, Američan Jack Sock.
V důsledku invaze Ruska na Ukrajinu na konci února 2022 řídící organizace tenisu ATP, WTA a ITF s grandslamy rozhodly, že ruští a běloruští tenisté mohli dále na okruzích startovat, ale do odvolání nikoli pod vlajkami Ruska a Běloruska.
Třetí singlový titul na okruhu ATP Tour, a druhý na trávě, vybojoval 35letý Francouz Adrian Mannarino. Čtyřhru ovládli Američané Nathaniel Lammons a Jackson Withrow, kteří si odvezli druhou společnou trofej.

## Rozdělení bodů a finančních odměn

### Rozdělení bodů
| Soutěž  | Soutěž      | vítězové | finalisté | semifinalisté | čtvrtfinalisté | 16 v kole | 28 v kole | Q  | Q2 | Q1 |
| ------- | ----------- | -------- | --------- | ------------- | -------------- | --------- | --------- | -- | -- | -- |
| dvouhra | [ 1 ] [ 5 ] | 250      | 150       | 90            | 45             | 20        | 0         | 12 | 6  | 0  |
| čtyřhra | [ 6 ]       | 250      | 150       | 90            | 45             | 0         | —         | —  | —  | —  |

### Finanční odměny
| Soutěž                                | Soutěž      | vítězové | finalisté | semifinalisté | čtvrtfinalisté | 16 v kole | 28 v kole | Q2      | Q1      |
| ------------------------------------- | ----------- | -------- | --------- | ------------- | -------------- | --------- | --------- | ------- | ------- |
| dvouhra                               | [ 1 ] [ 5 ] | 97 760 $ | 57 025 $  | 33 525 $      | 19 425 $       | 11 280 $  | 6 895 $   | 3 445 $ | 1 880 $ |
| čtyřhra                               | [ 6 ]       | 33 960 $ | 18 170 $  | 10 660 $      | 5 950 $        | 3 510 $   | —         | —       | —       |
| částka ve čtyřhrách je uvedena na pár |             |          |           |               |                |           |           |         |         |

## Mužská dvouhra

### Nasazení
| Stát                            | Hráč               | ATP | Nasazení |
| ------------------------------- | ------------------ | --- | -------- |
| USA                             | Tommy Paul         | 15. | 1.       |
| Francie                         | Adrian Mannarino   | 35. | 2.       |
| Francie                         | Ugo Humbert        | 39. | 3.       |
| USA                             | Mackenzie McDonald | 54. | 4.       |
| USA                             | Maxime Cressy      | 58. | 5.       |
| Austrálie                       | Max Purcell        | 64. | 6.       |
| Austrálie                       | Jordan Thompson    | 70. | 7.       |
| Francie                         | Corentin Moutet    | 71. | 8.       |
| Žebříček ATP k 3. červenci 2023 |                    |     |          |

### Jiné formy účasti
Následující hráči obdrželi divokou kartu do hlavní soutěže:
- Kevin Anderson
- Ethan Quinn
- Eliot Spizzirri

Následující hráči postoupili z kvalifikace:
- Alex Bolt
- Čchong Jun-song
- Mukund Sasikumar
- Li Tu

### Odhlášení
před zahájením turnaje
- Radu Albot → nahradil jej  Abdullah Shelbayh
- Christopher Eubanks  → nahradil jej  Steve Johnson
- Dominik Koepfer → nahradil jej  Šintaró Močizuki
- Jason Kubler → nahradil jej  Aleksandar Kovacevic
- Michael Mmoh → nahradil jej  Alex Michelsen
- Josuke Watanuki → nahradil jej  Gijs Brouwer

## Mužská čtyřhra

### Nasazení
| Stát                                                                       | Hráč              | Stát  | Hráč            | ATP  | Nasazení |
| -------------------------------------------------------------------------- | ----------------- | ----- | --------------- | ---- | -------- |
| USA                                                                        | Nathaniel Lammons | USA   | Jackson Withrow | 273. | 1.       |
| Austrálie                                                                  | Rinky Hijikata    | USA   | Reese Stalder   | 117. | 2.       |
| Indie                                                                      | Juki Bhambri      | Indie | Saketh Myneni   | 134. | 3.       |
| Spojené království                                                         | Julian Cash       | USA   | Maxime Cressy   | 135. | 4.       |
| Žebříček ATP k 3. červenci 2023; číslo je součtem umístění obou členů páru |                   |       |                 |      |          |

### Jiné formy účasti
Následující páry obdržely divokou kartu do hlavní soutěže:
- Kevin Anderson /  Ethan Quinn
- Tommy Paul /  Eliot Spizzirri

### Odhlášení
před zahájením turnaje
- Christopher Eubanks /  Reese Stalder → nahradili je  Rinky Hijikata /  Reese Stalder
- Rinky Hijikata /  Jason Kubler → nahradili je  Théo Arribagé /  Luca Sanchez
- Marcelo Melo /  John Peers → nahradili je  Čchong Jun-song /  Aleksandar Kovacevic

## Přehled finále

### Mužská dvouhra
- Adrian Mannarino vs.  Alex Michelsen, 6–2, 6–4

### Mužská čtyřhra
- Nathaniel Lammons /  Jackson Withrow vs.  William Blumberg /  Max Purcell, 6–3, 5–7, [10–5]